# Diós Sándor
Diós Sándor (Makó, 1896. október 8. — Makó, 1973. június 15.) hagymakertész.

## Életpályája
Szülei: Diós János és Galamb Klára voltak. 1918-ban részt vett Makón a szociáldemokrata párt kommunista csoportjának megszervezésében. 1918-ban katonaként szolgált, az északi fronton harcolt; megsebesült. 1919-ben tért vissza Makóra. Az 1920-as évek közepén a szociáldemokrata párt tagja lett, majd részt vett az illegális kommunista munkában. 1930-ban letartóztatták. 1930–1931 között börtönben volt. 1944 áprilisában internálták, ahonnan a nyár végén szabadult. 1945–1946 között Csanád megyei Földbirtokrendező Tanács elnöke volt. 1946-ban a makói UFOSZ-szervezet elnöke lett. Az 1956-os forradalom idején részt vett a makói pártbizottság székházának őrzésében. 1956–1959 között a városi pártbizottság tagja volt. 1957-től a Partizán Szövetség tagja volt.
1976–1990 között Makón utca viselte nevét.
Sírja Makón, az újvárosi református temetőben található.

## Díjai
- Szocialista Hazárt Érdemrend
- Tanácsköztársasági Emlékérem
- Partizán Emlékérem
- Szocialista Munkáért Érdemérem[3]